# Синьял-Ирх-Сирмы
Синьял-Ирх-Сирмы (чув. Çĕньял Упакасси) — деревня в Мариинско-Посадском муниципальном округе Чувашской Республики. С 2004 до 2023 год входила  в состав Первочурашевского сельского поселения.

## География
Находится в северо-восточной части Чувашии, на расстоянии приблизительно 17 км на юг-юго-запад по прямой от районного центра города Мариинский Посад на правобережье реки Цивиль.

## История
Известна с 1858 года как околоток деревни Ирх-Сирма (ныне не существует). В 1897 году было учтено 136 жителей, в 1926 — 37 дворов, 182 жителя, в 1939—150 жителей, в 1979—137. В 2002 году было 34 двора, в 2010 — 31 домохозяйство. В 1931 году образован колхоз им. Сталина, в 2010 году действовал СХПК «Звезда».

## Население
Постоянное население составляло 92 человека (чуваши 99 %) в 2002 году, 90 в 2010.

## Инфраструктура
Личное подсобное хозяйство.

## Транспорт
Деревня доступна автотранспортом. 